# A Fullmetal Alchemist – A bölcsek kövének nyomában epizódjainak listája
Ezen szócikk a Fullmetal Alchemist – A bölcsek kövének nyomában című anime epizódjainak listáját tartalmazza.

## Epizódlista
| #  | Epizód címe | Első japán sugárzás | Első magyar (Animax) sugárzás |
| -- | --- | ------------------- | ----------------------------- |
| 1  | Aki szembeszállt a Nappal is "Taiyō ni Idomu Mono"                                                                           | 2003. október 4.    | 2007. október 13.             |
| 2  | Tiltott test "Kinki no Karada"                                                                                               |                     |                               |
| 3  | Anya "Okāsan..." |                     |                               |
| 4  | Átmentett szerelem "Ai no Rensei"                                                                                            |                     |                               |
| 5  | A művégtagos ember "Shissō! Ōtomeiru"                                                                                        |                     |                               |
| 6  | A vizsga "Kokka Renkinjutsushi Shikaku Shiken"                                                                               |                     |                               |
| 7  | A kiméra sikolya "Kimera ga Naku Yoru"                                                                                       |                     |                               |
| 8  | A bölcsek köve "Kenja no Ishi"                                                                                               |                     |                               |
| 9  | Az emberek pártján "Gun no Inu no Gindokei"                                                                                  |                     |                               |
| 10 | A fantom "Kaitō Sairēn" |                     |                               |
| 11 | A másik Elric fivérek 1. rész "Sareki no Daichi: Zenpen"                                                                     |                     |                               |
| 12 | A másik Elric fivérek 2. rész "Sareki no Daichi: Kōhen"                                                                      |                     |                               |
| 13 | Acél a Láng ellen "Honō VS Hagane"                                                                                           |                     |                               |
| 14 | A pusztító Jobb "Hakai no Migite"                                                                                            |                     |                               |
| 15 | Az Ishbali mészárlás "Ishuvāru Gyakusatsu"                                                                                   |                     |                               |
| 16 | Veszteség "Ushinawareta Mono"                                                                                                |                     |                               |
| 17 | Az otthon, ami vár "Kazoku no Matsu Ie"                                                                                      |                     |                               |
| 18 | Marcoh jegyzetei "Marukō Nōto"                                                                                               |                     |                               |
| 19 | Igazság az igazság mögött "Shinjitsu no Oku no Oku"                                                                          |                     |                               |
| 20 | Az őr lelke "Shugosha no Tamashii"                                                                                           |                     |                               |
| 21 | Izzó vörös! "Akai Kagayaki"                                                                                                  |                     |                               |
| 22 | Emberszerű teremtmény "Tsukurareta Ningen"                                                                                   |                     |                               |
| 23 | Acélszív "Hagane no Kokoro"                                                                                                  |                     |                               |
| 24 | Közös emlékek "Omoide no Teichaku"                                                                                           |                     |                               |
| 25 | A búcsú "Wakare no Gishiki"                                                                                                  |                     |                               |
| 26 | A próbatétel "Kanojo no Riyū"                                                                                                |                     |                               |
| 27 | A mester "Sensei" |                     |                               |
| 28 | Cseppben a tenger "Ichi wa Zen, Zen wa Ichi"                                                                                 |                     |                               |
| 29 | A romlatlan gyermek "Kegarenaki Kodomo"                                                                                      |                     |                               |
| 30 | Támadás a déli főhadiszállás ellen "Nanpō Shireibu Shūgeki"                                                                  |                     |                               |
| 31 | A bűn "Tsumi" |                     |                               |
| 32 | Dante "Fukai Mori no Dante"                                                                                                  |                     |                               |
| 33 | Al fogságban "Torawareta Aru"                                                                                                |                     |                               |
| 34 | A Kapzsiság elmélete "Gōyoku no Riron"                                                                                       |                     |                               |
| 35 | Bukottak gyülekezete "Gusha no Saikai"                                                                                       |                     |                               |
| 36 | A bűnös lélek "Waga Uchinaru Togabito"                                                                                       |                     |                               |
| 37 | A láng alkimista, az alhadnagy, és a 13-as raktár rejtélye "Honō no Renkinjutsushi, Tatakau Shōi-san, Dai-Jūsan Sōko no Kai" |                     |                               |
| 38 | Sodrásban "Kawa no Nagare ni"                                                                                                |                     |                               |
| 39 | Ishbal titka "Tōhō Naisen"                                                                                                   |                     |                               |
| 40 | A seb "Kizuato" |                     |                               |
| 41 | A szent anya "Seibo" |                     |                               |
| 42 | Kiléte ismeretlen "Kare no Na o Shirazu"                                                                                     |                     |                               |
| 43 | A kóbor kutya "Norainu wa Nigedashita"                                                                                       |                     |                               |
| 44 | Hohenheim "Hikari no Hōenhaimu"                                                                                              |                     |                               |
| 45 | Rothadt szív "Kokoro o Rekkasaseru Mono"                                                                                     |                     |                               |
| 46 | Humán transzmutáció "Jintai Rensei"                                                                                          |                     |                               |
| 47 | A homunkulusz végzete "Homunkurusu Fūin"                                                                                     |                     |                               |
| 48 | Végső búcsú "Sayōnara" |                     |                               |
| 49 | A kapun innen és túl "Tobira no Mukō e"                                                                                      |                     |                               |
| 50 | A halál "Shi" |                     |                               |
| 51 | Elvek és ígéretek "Myunhen 1921"                                                                                             |                     |                               |